# Canadá nos Jogos Olímpicos de Inverno de 2018
O Canadá participou dos Jogos Olímpicos de Inverno de 2018, realizados na cidade de Pyeongchang, na Coreia do Sul.
O país participa dos Jogos de Inverno desde a sua primeira edição, em 1924 em Chamonix, França. Sua delegação foi composta de 225 atletas que competiram em quatorze das quinze modalidades em disputa (apenas não classificou atletas no combinado nórdico).

## Medalhas
| Atleta | Esporte                                | Evento                       | Medalha |
| --- | -------------------------------------- | ---------------------------- | ------- |
| Patrick Chan Kaetlyn Osmond Gabrielle Daleman Meagan Duhamel Eric Radford Tessa Virtue Scott Moir | Patinação artística                    | Equipes                      | Ouro    |
| Mikaël Kingsbury | Esqui estilo livre                     | Moguls masculino             | Ouro    |
| Kaitlyn Lawes John Morris | Curling                                | Duplas mistas                | Ouro    |
| Ted-Jan Bloemen | Patinação de velocidade                | 10000 m masculino            | Ouro    |
| Samuel Girard | Patinação de velocidade em pista curta | 1000 m masculino             | Ouro    |
| Justin Kripps Alexander Kopacz | Bobsleigh                              | Duplas masculinas            | Ouro    |
| Cassie Sharpe | Esqui estilo livre                     | Halfpipe feminino            | Ouro    |
| Tessa Virtue Scott Moir | Patinação artística                    | Dança no gelo                | Ouro    |
| Brady Leman | Esqui estilo livre                     | Ski cross masculino          | Ouro    |
| Kelsey Serwa | Esqui estilo livre                     | Ski cross feminino           | Ouro    |
| Sébastien Toutant | Snowboard                              | Big air masculino            | Ouro    |
| Maxence Parrot | Snowboard                              | Slopestyle masculino         | Prata   |
| Ted-Jan Bloemen | Patinação de velocidade                | 5000 m masculino             | Prata   |
| Justine Dufour-Lapointe | Esqui estilo livre                     | Moguls feminino              | Prata   |
| Laurie Blouin | Snowboard                              | Slopestyle feminino          | Prata   |
| Alex Gough Samuel Edney Tristan Walker Justin Snith | Luge                                   | Revezamento por equipes      | Prata   |
| Shannon Szabados Meghan Agosta Jocelyne Larocque Brigette Lacquette Lauriane Rougeau Rebecca Johnston Laura Stacey Laura Fortino Jenn Wakefield Jillian Saulnier Meaghan Mikkelson Renata Fast Mélodie Daoust Bailey Bram Brianne Jenner Sarah Nurse Haley Irwin Natalie Spooner Emily Clark Marie-Philip Poulin Geneviève Lacasse Ann-Renée Desbiens Blayre Turnbull | Hóquei no gelo                         | Feminino                     | Prata   |
| Kim Boutin | Patinação de velocidade em pista curta | 1000 m feminino              | Prata   |
| Brittany Phelan | Esqui estilo livre                     | Ski cross feminino           | Prata   |
| Mark McMorris | Snowboard                              | Slopestyle masculino         | Bronze  |
| Kim Boutin | Patinação de velocidade em pista curta | 500 m feminino               | Bronze  |
| Alex Gough | Luge                                   | Individual feminino          | Bronze  |
| Meagan Duhamel Eric Radford | Patinação artística                    | Duplas                       | Bronze  |
| Kim Boutin | Patinação de velocidade em pista curta | 1500 m feminino              | Bronze  |
| Alex Beaulieu-Marchand | Esqui estilo livre                     | Slopestyle masculino         | Bronze  |
| Kaillie Humphries Phylicia George | Bobsleigh                              | Duplas femininas             | Bronze  |
| Samuel Girard Charles Hamelin Charle Cournoyer Pascal Dion | Patinação de velocidade em pista curta | Revezamento 5000 m masculino | Bronze  |
| Kaetlyn Osmond | Patinação artística                    | Individual feminino          | Bronze  |
| Karl Stollery Chris Lee Chay Genoway Gilbert Brulé Wojtek Wolski Derek Roy Chris Kelly Rob Klinkhammer Brandon Kozun Quinton Howden René Bourque Marc-André Gragnani Andrew Ebbett Mason Raymond Eric O'Dell Stefan Elliott Cody Goloubef Ben Scrivens Kevin Poulin Justin Peters Mat Robinson Maxim Lapierre Maxim Noreau Linden Vey Christian Thomas                | Hóquei no gelo                         | Masculino                    | Bronze  |

Legenda
| Recorde mundial      | Recorde mundial (World record)               |                       | Recorde africano                      | Recorde africano (African) |                                           | Q | Classificado por posição (Qualified) |
| Recorde olímpico     | Recorde olímpico (Olympic record)            | Recorde da América    | Recorde da América (Americas)         | q                          | Classificado por melhor tempo (Qualified) |   |                                      |
| Melhor marca do ano  | Melhor marca do ano (World leading)          | Recorde asiático      | Recorde asiático (Asian)              | DNS                        | Não largou (Did not start)                |   |                                      |
| Recorde nacional     | Recorde nacional (National record)           | Recorde europeu       | Recorde europeu (European)            | DNF                        | Não terminou (Did not finish)             |   |                                      |
| Recorde pessoal      | Recorde pessoal do atleta (Personal best)    | Recorde da Oceania    | Recorde da Oceania (Oceania)          | DSQ / DQ                   | Desclassificado (Disqualified)            |   |                                      |
| Recorde da temporada | Recorde da temporada do atleta (Season best) | Recorde sul-americano | Recorde sul-americano (South America) | NM                         | Sem marca (No mark)                       |   |                                      |